# Leonid Iliciov
Leonid Iliciov (n. 30 ianuarie 1948, Norilsk, RSFS Rusă, URSS) este un înotător ce a reprezentat Uniunea Republicilor Sovietice Socialiste, medaliat olimpic. A participat la o ediție a Jocurilor Olimpice (1968) în care a câștigat o medalie de argint și două medalii de bronz.